# Шукуров, Султангали Тугельбаевич
Султангали Тугельбаевич Шукуров (каз. Сұлтанғали Төгелбайұлы Шүкіров; 18 января 1946, Мугалжарский район, Актюбинская область, Казахская ССР — 29 ноября 2012, Алма-Ата) — советский и казахский артист оригинального жанра, иллюзионист, педагог и режиссер цирка. Народный артист Казахской ССР (1986), лауреат премии Ленинского комсомола (1979).

## Биография
Родился в многодетной казахской семье, проживавшей на небольшом полустанке Мугоджарская (Мугалжар) Западно-Казахстанской железной дороги. 
В 1963 году окончил школу и попытался поступить в Государственное училище циркового и эстрадного искусства (Москва). Два года после возвращения в г. Актобе работал в областной филармонии.
В 1967 году окончил Алма-Атинскую эстрадно-цирковую студию.
В 1967 году после выпуска из студии Султангали и Сара были приняты в Казахконцерт в качестве артистов оригинального жанра.
В 1972 году Шукуров и Кабигужина в составе группы из восьми артистов Казахконцерта направлены на учебу во Всесоюзную творческую мастерскую эстрадного искусства (ВТМЭИ). Там под руководством выдающегося режиссера С.А. Каштеляна они подготовили иллюзионный номер «Как прекрасен этот мир».

### Награды и звания
- 1978 — Золотая медаль XI Всемирного фестиваля молодежи и студентов в Гаване (Куба).
- 1978 — Гран-при XIII международного фестиваля современной иллюзии в Карловых Варах (Чехословакия).
- 1979 — Гран-при 14-го Всемирного конгресса иллюзионистов ФИСМ (Брюссель, Бельгия)
- 1979 — Премия Ленинского комсомола за большие достижения в области циркового искусства и оригинального жанра.
- 1980 — Заслуженный артист Казахской ССР
- 1986 — Народный артист Казахской ССР за значительный вклад в развитие советского и казахстанского циркового искусства.